# Iglesia franciscana de Făgăraş
La iglesia franciscana de Făgăraș (en rumano: Biserica Franciscană din Făgăraș) es una iglesia católica situada en la calle Vasile Alecsandri, 1, de la localidad de Făgăraș en el distrito de Brașov de Rumania. Compuesto por un monasterio, iglesia y claustro (cloașter), el complejo forma un conjunto de monumentos históricos. La iglesia está dedicada a la Santísima Trinidad.
Es conocida localmente como Biserica Paterilor.

## Historia

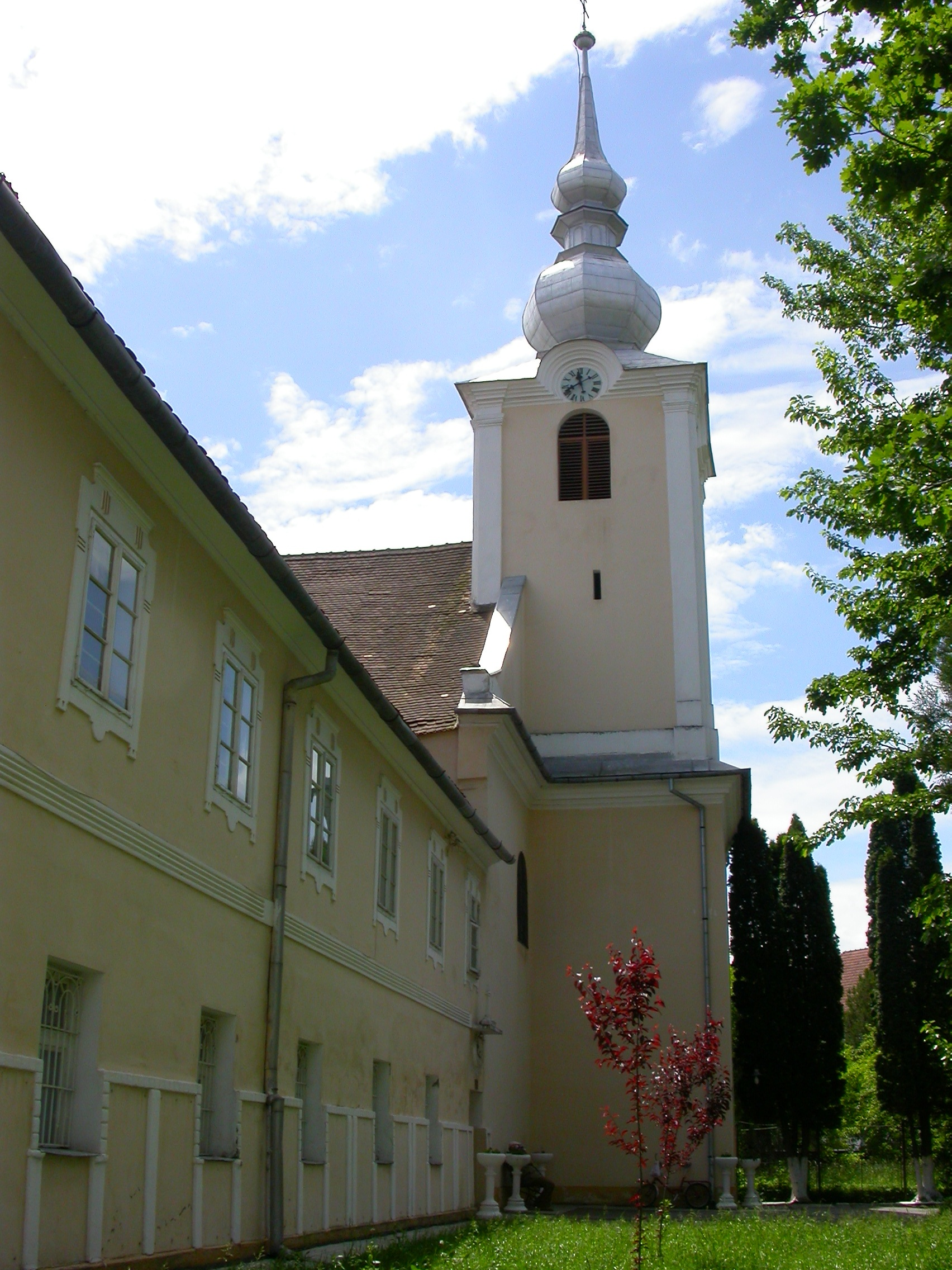
Iglesia franciscana.

En Făgăraș, en el siglo XV, existía un monasterio con una iglesia católica-romana, situado en la actual calle Doamna Stanca. El monasterio y la iglesia fueron destruidos durante la Reforma protestante en el siglo XVI. 
En 1736, los católicos de Făgăraș recibieron el terreno y la aprobación para construir un nuevo santuario. La construcción de la nueva iglesia y monasterio comenzó el 22 de abril de 1737. La construcción de la iglesia se terminó en 1742, y la planta baja del monasterio en 1752. Poco después de la finalización de la iglesia, el 31 de mayo de 1760, se produjo un grave incendio que destruyó casi toda la ciudad y quemó el tejado de la iglesia, que sería reconstruida al año siguiente en estilo rococó.
La iglesia fue consagrada en 26 de septiembre de 1782 a la Santísima Trinidad. En la iglesia se instaló un órgano Angster (1895), fabricado en Pécs por József Angster.
El monasterio fue construido en el mismo estilo que la iglesia, y consta de dos pisos (primer piso y planta baja). En su patio interior hay dos relojes de sol que marcan las horas de 8 a 15. Desde la fundación del monasterio se estableció una escuela (1747).
En otoño de 2019 se restauró el interior de la iglesia.